# Абдуллин, Вахит Абдуллинович
Вахит Абдуллинович Абдуллин (20 июня 1914, Район Биржан сал — 12 апреля 1990, Алма-Ата) — советский экономист, доктор экономических наук (1972), профессор (1978), заслуженный деятель науки Республики Казахстан (1983). По национальности был татарином.

## Биография
Родился 20 июня 1914 года.
Был участником Великой Отечественной войны. Воинское звание — лейтенант. В 1945—1946 годах проходил службу в Отделе комендантской службы Управления Советской военной администрации в Герцском округе федеральной земли Тюрингия. Дата окончания службы: 06.08.1946.
В 1954 году окончил Московский финансово-экономический институт (ныне Финансовый университет при Правительстве Российской Федерации). После его окончания работал в совхозах, затем в Министерстве сельского хозяйства Казахской ССР. С 1968 года член КПСС.
Научно обосновал передовые формы организации производства, труда и технологии перехода овцеводства на индустриальную основу.
Скончался 12 апреля 1990 года, похоронен на Кенсайском кладбище Алма-Аты.

## Награды и премии
- Государственная премия Казахстана (1976);
- Орден Боевого Красного Знамени;
- Орден Красной Звезды.

## Научные труды
- Организация и оплата труда в овцеводстве. — А.-А., 1970;
- Қой шаруашылығын индустрияландыру негіздері. — А.-А., 1976;
- Организация труда, быта на овцеводческих комплексах. — А.-А., 1980.